# 임영조
임영조(任永祚, 1943년 10월 19일 ~ 2003년 5월 28일)는 대한민국의 시인이다.

## 생애
1943년 10월 19일 충남 보령시 주산면 황율리에서 태어났으며, 주산초등학교, 주산중학교와 서울 대동상업고등학교를 졸업했다. 주산중학교 재학 시절, 지리 교사로 부임한 신동엽 시인으로부터 ‘기억력 좋고 글 잘 쓰는 아이’로 주목받았던 임영조는 고등학교 진학 후 ≪진달래≫, ≪한국 명시 전집≫, ≪한국 시인 전집≫ 등을 독파하면서 시에 눈뜨기 시작했고 신동엽 시인의 ‘무릎제자’가 되어 본격적인 시작(詩作) 지도를 받았다.
1965년 서라벌예술대학 문예창작과 진학 후 서정주, 박목월, 김구용, 김수영, 이형기, 함동선, 김동리, 손소희 등 한국 문단의 거장들 문하에서 본격적인 문학 수업을 받았다. 군 복무 후 대전 근교의 비래사에서 6개월간 시 쓰기에만 골몰하며 30여 편의 습작시를 창작한 시인은 1970년 ≪월간문학≫ 제6회 신인상에 ＜出航＞이, 1971년 중앙일보 신춘문예에 ＜木手의 노래＞가 당선되어 문단에 데뷔했다. 1975년 ‘육성동인(肉聲同人)’을 결성해 사화집 ≪육성(肉聲)≫ I, II를 펴냈다.
10여 년의 공백을 깨고 1985년 첫 시집 ≪바람이 남긴 은어≫를 발표하며 시작 활동을 재개한 시인은 이후 ≪그림자를 지우며≫(1988), ≪갈대는 배후가 없다≫(1992), ≪귀로 웃는 집≫(1997), ≪지도에 없는 섬 하나를 안다≫(2000), ≪시인의 모자≫(2003) 등의 시집과 시선집 ≪흔들리는 보리밭≫(1996), 소월시문학상 작품집 ≪고도를 위하여 외≫(1994)를 출판했으며, 1989년 제23회 잡지언론상(기업사보 부문), 1991년 제1회 서라벌문학상, 1993년 제38회 현대문학상, 1994년 제9회 소월시문학상, 2003년 소월시문학상 특별상 등을 수상했다.
1994년, 생업인 오랜 회사 생활을 접고 동작구 사당동에 ‘이소당(耳笑堂)’이라는 작업실을 마련해 시작과 독서에만 전념하던 시인은 여러 대학의 문예창작학과에서 시 창작을 지도하고 한국 시인 협회 임원으로 활동하는 등 시인으로서의 충실한 삶을 영위하다가 갑작스러운 발병으로 2003년 5월 28일 타계했다.